# Коваленко, Пётр Васильевич
Пётр Васильевич Коваленко (08.07.1921—30.01.2002) — наводчик орудия 435-го истребительно-противотанкового артиллерийского полка (8-я отдельная истребительно-противотанковая артиллерийская Мелитопольско-Радомская Краснознамённая, орденов Кутузова и Суворова бригада резерва Верховного Главнокомандования, 69-я армия, 1-й Белорусский фронт), сержант, участник Великой Отечественной войны, кавалер ордена Славы трёх степеней.

## Биография
Родился 8 июля 1921 года в станице Гостагаевская ныне Анапского района Краснодарского края в крестьянской семье. Русский. В 1933 году окончил 5 классов. С 1937 года жил в селе Дивное Апанасенковского района Ставропольской области.
В Красной Армии с 7 апреля 1943 года. В действующей армии с 9 июня 1943 года.
Воевал на Южном (с 20 октября 1943 года – 4-й Украинский) и 1-м Белорусском фронтах. Принимал участие в Донбасской, Мелитопольской, Люблин-Брестской, Варшавско-Познанской и Берлинской наступательных операциях.
В апреле 1944 года 435-й истребительно-противотанковый артиллерийский полк поддерживал боевые действия соединений 69-й армии, которая оборонялась юго-западнее города Ковель Волынской области (Украина). 4 апреля 1944 года при отражении атаки танков и пехоты противника П. В. Коваленко подбил танк, уничтожил пулемётную точку и до взвода живой силы врага. Точный огонь артиллеристов способствовал удержанию позиции стрелкового подразделения. Командиром полка П. В. Коваленко был представлен к награждению орденом Отечественной войны 2-й степени. Приказом командира бригады награждён орденом Красной Звезды.
В Люблин-Брестской наступательной операции наводчик орудия 435-го истребительно-противотанкового артиллерийского полка (8-я отдельная истребительно-противотанковая артиллерийская бригада, 69-я армия, 1-й Белорусский фронт) сержант Коваленко в бою 18 июля 1944 года в 12 км. северо-западнее пгт. Турийск (Волынская область) огнём из орудия поддерживал наступление стрелковых подразделений. Был ранен, но продолжал выполнять боевую задачу. 
Приказом командующего артиллерией 1-го Белорусского фронта от 19 ноября 1944 года сержант Коваленко Пётр Васильевич награждён орденом Славы 3-й степени.
В ходе Варшавско-Познанской наступательной операции 25 января 1945 года в районе города Шрода (ныне Сьрода-Велькопольска Великопольского воеводства, Польша), способствуя продвижению подразделений подвижной механизированной группы 69-й армии, расчёт П.В.Коваленко уничтожил 3 станковых пулемёта противника с их расчётами.
Приказом командующего войсками 1-го Белорусского фронта от 8 марта 1945 года сержант Коваленко Пётр Васильевич награждён орденом Славы 2-й степени.
В ходе Берлинской наступательной операции 16 апреля 1945 года в районе города Лебус (ныне район Меркиш-Одерланд, земля Бранденбург, Германия) его расчёт при прорыве обороны противника уничтожил 2 наблюдательных пункта, истребил свыше взвода вражеских солдат и офицеров.
Указом Президиума Верховного Совета СССР от 15 мая 1946 года за образцовое выполнение боевых заданий командования в боях с немецко-фашистскими захватчиками на завершающем этапе Великой Отечественной войны сержант Коваленко Пётр Васильевич награждён орденом Славы 1-й степени.
В уличных боях в городе Берлин (Германия) 1 мая 1945 года П. В. Коваленко со своим расчётом, обеспечивая продвижение стрелковых подразделений, уничтожил наблюдательный пункт и 5 пулемётных точек противника. Приказом командующего артиллерией группы советских оккупационных войск в Германии награждён орденом Отечественной войны 1-й степени.
В ноябре 1946 года старшина П. В. Коваленко демобилизовался. Вернулся в родную станицу Гостагаевская. Работал трактористом в колхозе «Гостагаевский».
Умер 30 января 2002 года. Похоронен в городе Анапа Краснодарского края на Новом кладбище.

## Награды
- Орден Отечественной войны I степени (20.07.1945)[4]
- Орден Отечественной войны I степени (11.03.1985)[5]
- Орден Красной Звезды (02.05.1944)[6]
- Полный кавалер ордена Славы:
  - орден Славы I степени (15.05.1946)[7];
  - орден Славы II степени (08.03.1945)[8];
  - орден Славы III степени (19.11.1944)[9];
- медали, в том числе:
  - «За взятие Берлина» (09.05.1945)[10]
  - «За освобождение Варшавы» (9.6.1945)[11]

- - «В ознаменование 100-летия со дня рождения Владимира Ильича Ленина» (6 апреля 1970)
  - «За победу над Германией в Великой Отечественной войне 1941—1945 гг.» (9 мая 1945[12])[13]
  - «20 лет Победы в Великой Отечественной войне 1941—1945 гг.» (7 мая 1965[14])
  - «30 лет Победы в Великой Отечественной войне 1941—1945 гг.»[15]
  - 40 лет Победы в Великой Отечественной войне 1941—1945 гг.[16]
  - 50 лет Победы в Великой Отечественной войне 1941—1945 гг.[17]
  - «50 лет Вооружённых Сил СССР» (26 декабря 1967[18])
- Знак «25 лет победы в Великой Отечественной войне» (1970)

## Память
- На могиле установлен надгробный памятник
- Его имя увековечено в Главном Храме Вооружённых сил России, и навсегда запечатлено на мемориале «Дорога памяти» [19].